# گرییسی رندون
گرییسی رندون (به انگلیسی: Greeicy Rendón) (زاده ۳۰ اکتبر ۱۹۹۲) خواننده، بازیگر کلمبیایی است.